# 보우트

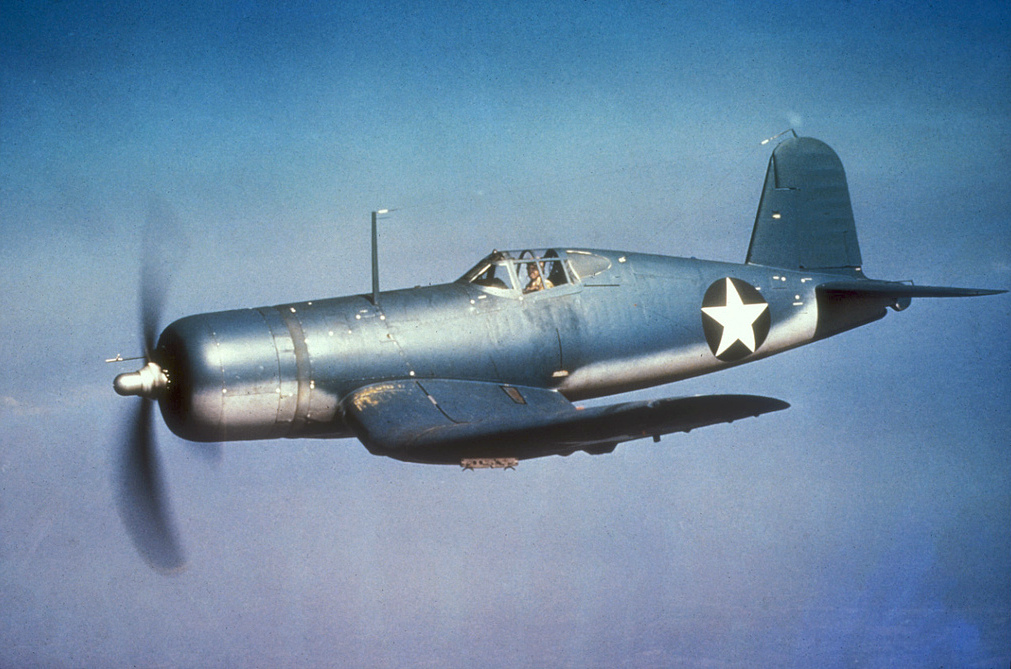

보우트(Vought)는 미국의 항공기 제작 회사이다.

## 역사
1917년 ‘루이스 앤 보우트’가 설립되었고, 버즈아이 루이스가 은퇴한 1922년에 ‘챈스 보우트’사가 승계한다.

## 제품

### 항공기
- 보우트 F-8 크루세이더
- F4U 콜세어